# Ruud van Ginneken

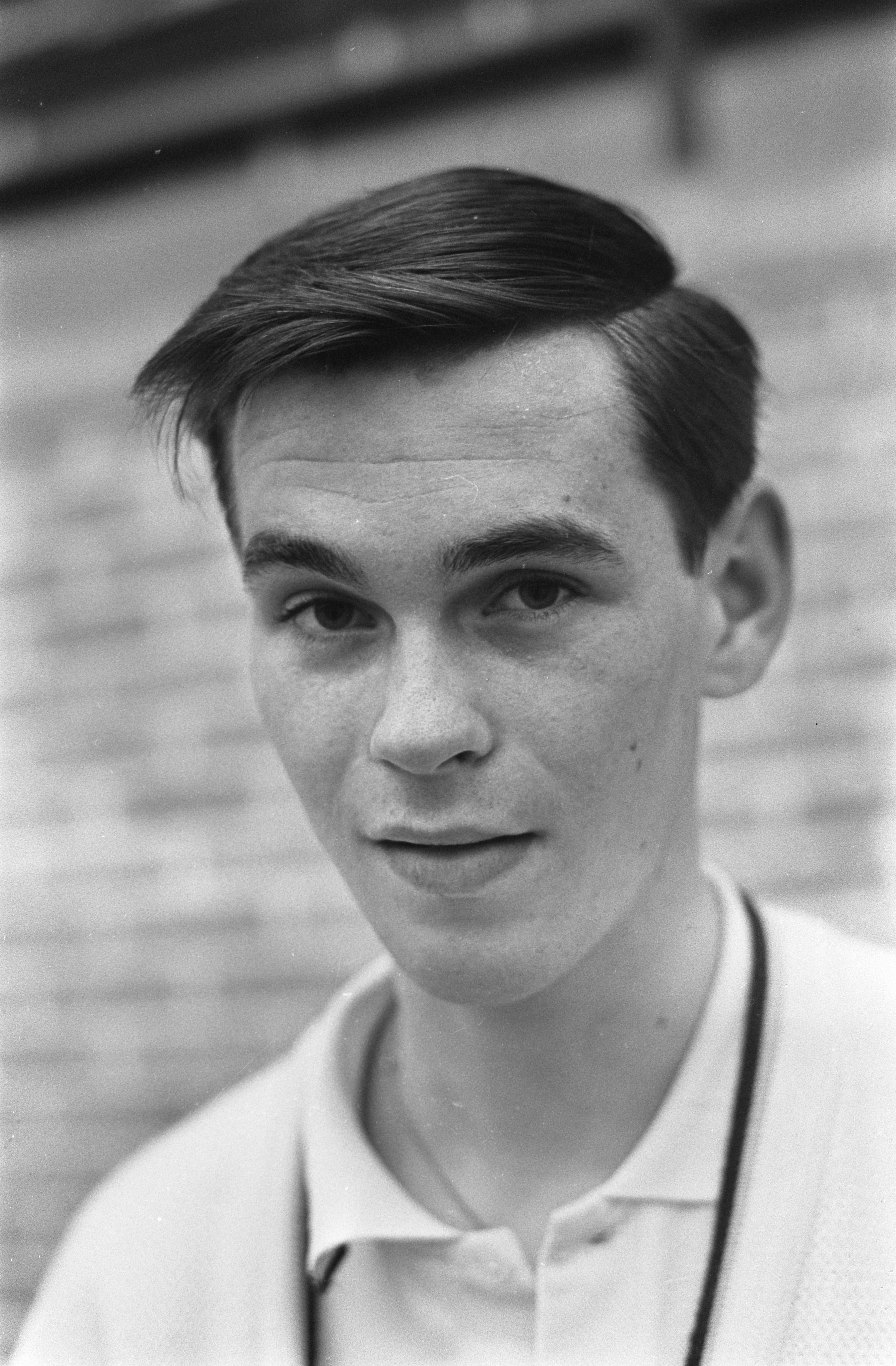
Ruud van Ginneken, 1968

Ruud van Ginneken (* um 1945) ist ein niederländischer Badmintonspieler. 

## Karriere
Ruud van Ginneken siegte 1966 erstmals bei den nationalen Titelkämpfen in den Niederlanden, wobei er im Mixed mit Felice de Nooyer erfolgreich war. Sieben weitere Titelgewinne folgten bis 1973. 1968 nahm er an den Badminton-Europameisterschaften teil.

## Sportliche Erfolge
| Saison | Veranstaltung                      | Disziplin    | Platz | Name                                  |
| ------ | ---------------------------------- | ------------ | ----- | ------------------------------------- |
| 1966   | Niederlande: Einzelmeisterschaften | Mixed        | 1     | Ruud van Ginneken / Felice de Nooyer  |
| 1967   | Niederlande: Einzelmeisterschaften | Mixed        | 1     | Ruud van Ginneken / Felice de Nooyer  |
| 1969   | Niederlande: Einzelmeisterschaften | Herrendoppel | 1     | Huub van Ginneken / Ruud van Ginneken |
| 1970   | Niederlande: Einzelmeisterschaften | Mixed        | 1     | Ruud van Ginneken / Felice de Nooyer  |
| 1970   | Niederlande: Einzelmeisterschaften | Herreneinzel | 1     | Ruud van Ginneken                     |
| 1971   | Niederlande: Einzelmeisterschaften | Mixed        | 1     | Ruud van Ginneken / Felice de Nooyer  |
| 1972   | Niederlande: Einzelmeisterschaften | Herreneinzel | 1     | Ruud van Ginneken                     |
| 1973   | Niederlande: Einzelmeisterschaften | Herreneinzel | 1     | Ruud van Ginneken                     |